# Schloss Büdingen

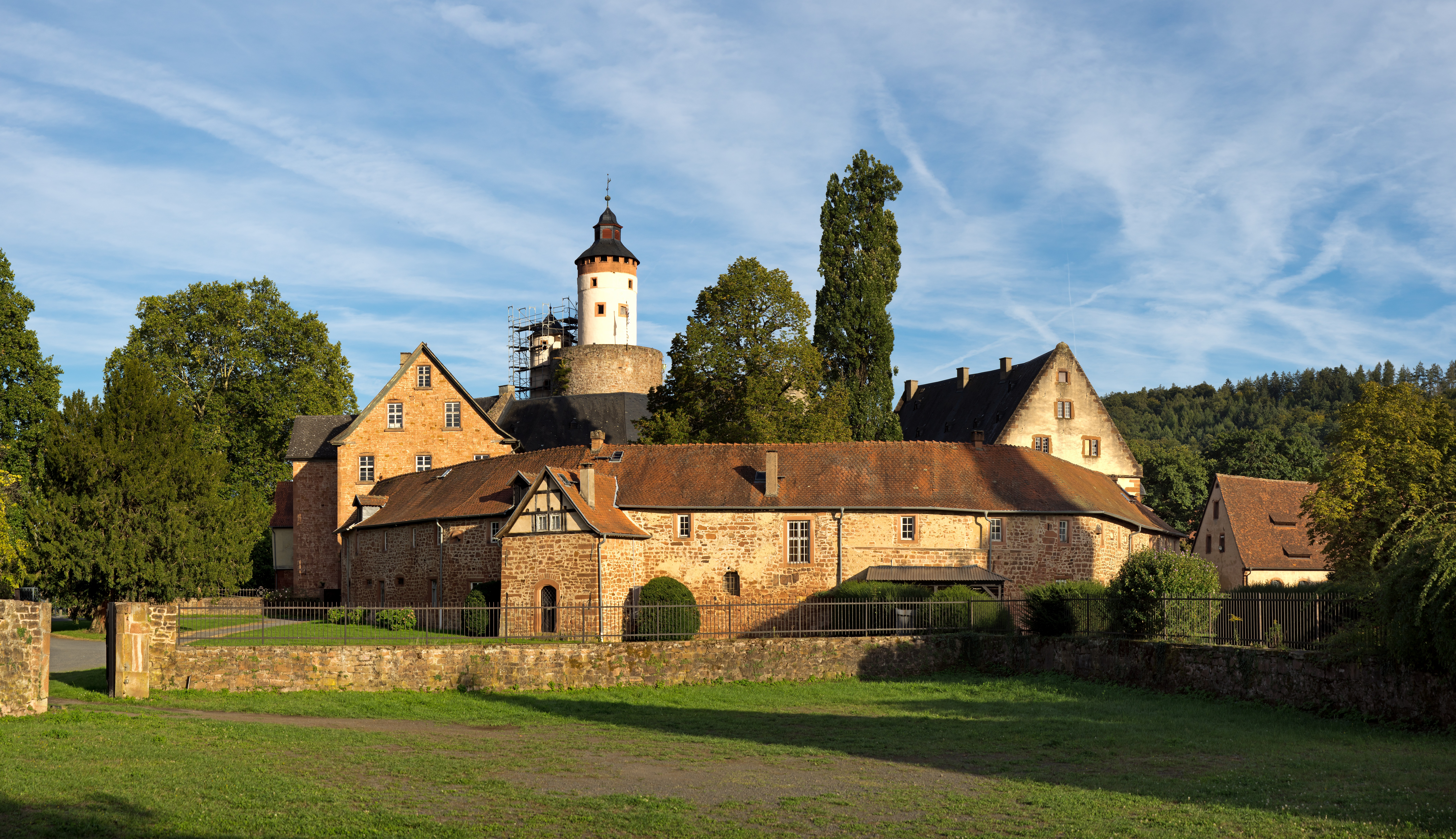
Außenansicht des Büdinger Schlosses von Westen

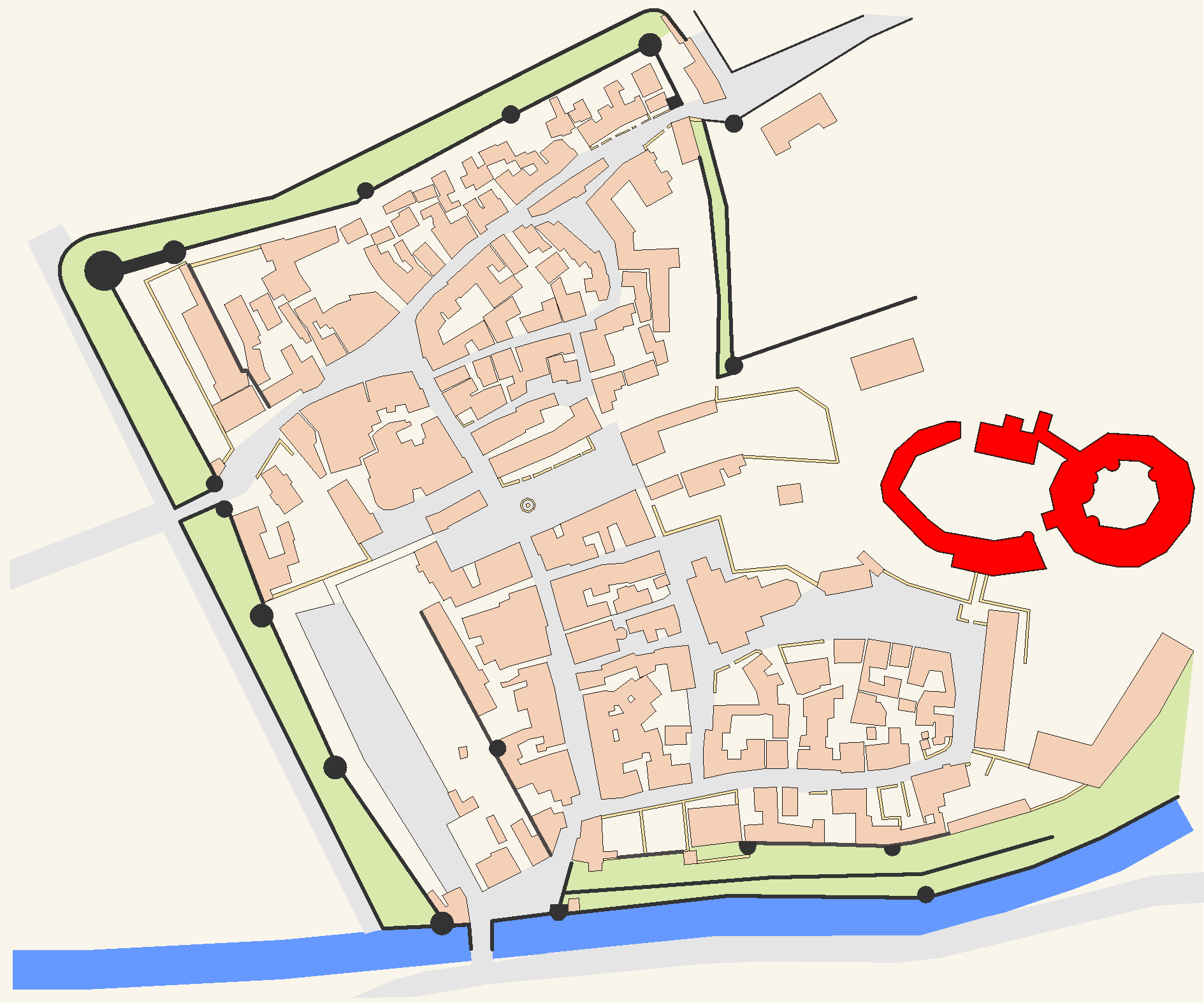
Stadtplan der Büdinger Altstadt mit Hervorhebung des Schlosses

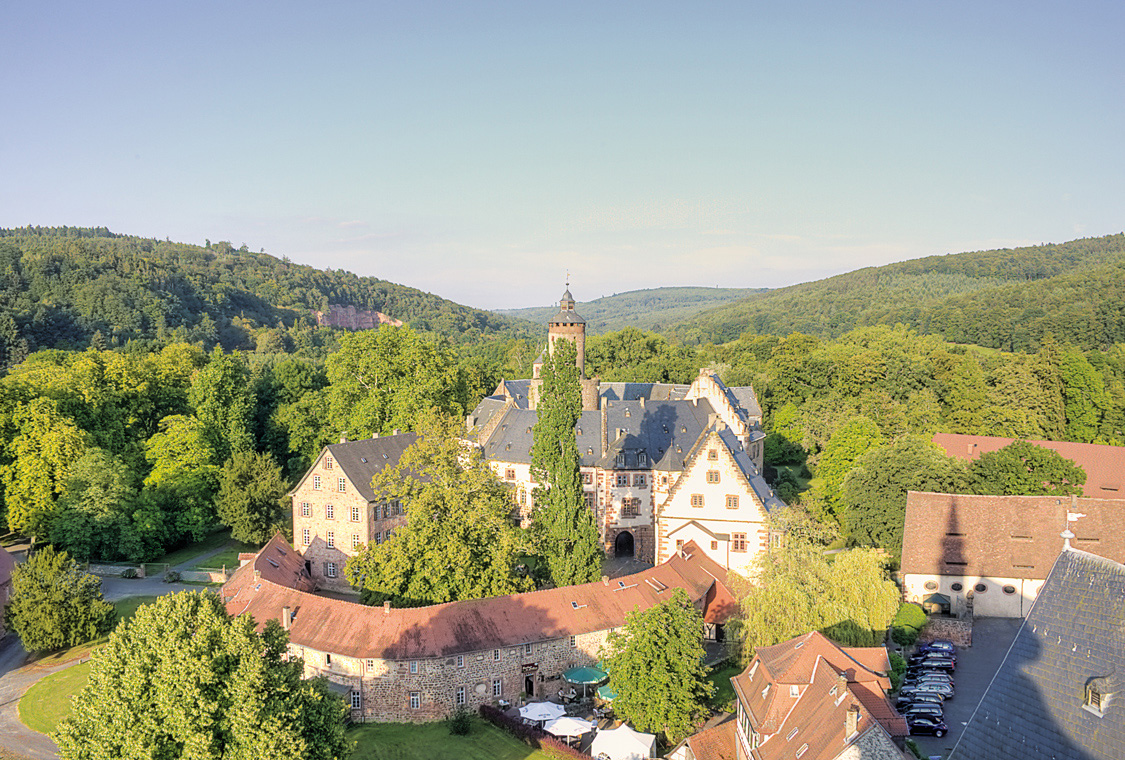
Vom Kirchturm aus gesehen

Das Büdinger Schloss geht auf eine staufische Wasserburg aus dem 12. Jahrhundert zurück, die im Laufe der Jahre zu einem wehrhaften Schloss und zur Residenz der Grafschaft Isenburg ausgebaut wurde. Es befindet sich in der Altstadt von Büdingen in Hessen in Deutschland.

## Bauwerk
Im Inneren des dreizehneckigen, fast runden Buckelquader-Mauerrings aus der Stauferzeit befinden sich die Hauptburg, der Bergfried, eine gotische Kapelle mit geschnitztem Chorgestühl und weitere Gebäude. Die Anlage wurde im Laufe der Jahrhunderte mehrfach umgebaut und erweitert. Der ursprünglich vorhandene Wassergraben ist zwischenzeitlich verlandet. Nur ein Wasserlauf und ein künstlicher See hinter dem Schloss lassen diesen noch erahnen.
Im Rahmen der Wiederherstellung Anfang des 20. Jahrhunderts unter Professor Meißner aus Darmstadt schuf der Künstler Otto Linnemann aus Frankfurt 1907 Glasfenster und umfangreiche Ausmalungen.
Direkt hinter dem Schloss befindet sich der große Schlosspark.

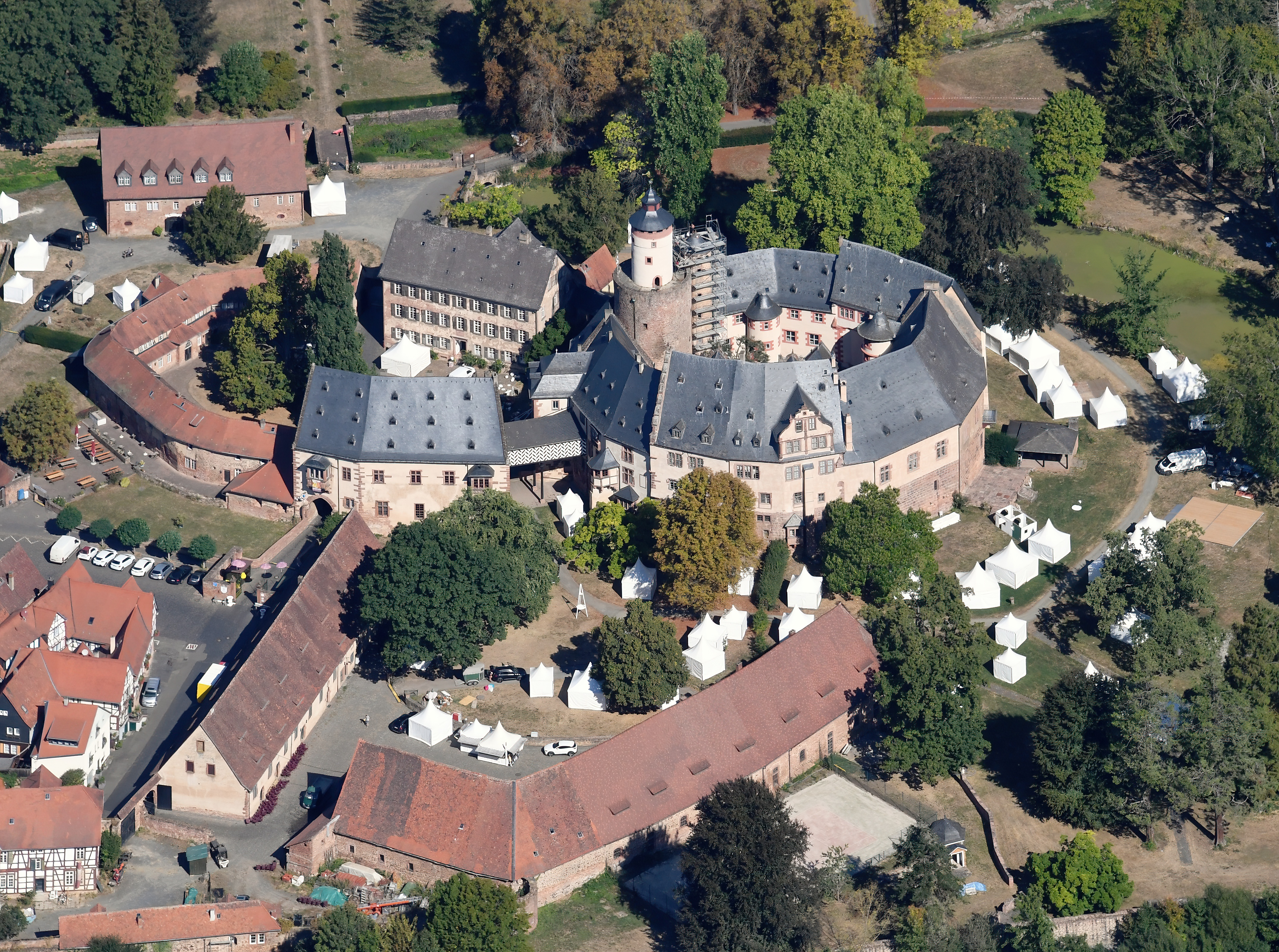
Das Büdinger Schloss aus der Vogelperspektive

Der eigentlichen Kernburg ist der äußere Schlosshof mit Kanzleigebäude und Dienerwohnungen aus dem 18. Jahrhundert vorgelagert. Der Zugang zur eigentlichen Burg erfolgt durch den inneren Torbau, auch Ludwigsbau genannt.

## Bergfried
Der mächtige zweiteilige Bergfried stammt aus der zweiten Hälfte des 13. Jahrhunderts. Dieser Burgturm enthält in seinem Inneren fünf übereinander liegende Gewölbe, die dadurch gebildeten Geschossebenen konnten nur von oben mittels Leitern oder einer Haspel erreicht werden. In einer Urkunde aus dem Jahre 1519 wird der Turm als „Fry Thurn“ bezeichnet. Er ist in der Bauweise eines Butterfassturms errichtet und gliedert sich daher in einen breiteren Unterturm und einen schmaleren Oberturm auf.
Der Unterturm hat eine Höhe von 25,80 m und einen Durchmesser von 16,60 m. Die Höhe des Oberturms beträgt 9,00 m, der Durchmesser 5,50 m. Beide Turmteile verfügen über einen kreisrunden Grundriss. Die auf das Jahr 1610 datierte Inschrift am Turm lautet: „Turris Fortissima Nomen Domini“ (Der Name des Herrn ist der stärkste Turm).

## Geschichte
Die Wasserburg wurde zum Schutze des Wildbanns zwischen Kinzig und Nidder, dem römischen Pfahlgraben und dem hohen Vogelsberg auf einer Insel zwischen den Armen des Seemenbachs errichtet. 1219 wurde die Burg erstmals urkundlich erwähnt.
Besitzer der Burg waren die Herren von Büdingen, die erstmals 1131 urkundlich erwähnt wurden. Diese waren gleichzeitig die Burggrafen von Gelnhausen. Das Geschlecht der Herren zu Büdingen starb mit Gerlach II, dem ersten Landvogt in der Wetterau, nach 1240 aber spätestens im Jahre 1247 im Mannesstamm aus, und die Besitzungen fielen größtenteils an seine vier Schwiegersöhne aus den Häusern Breuberg, Hohenlohe, Kempenich und Trimberg. Ein Teil fiel auch an das erbberechtigte Haus Isenburg mit Stammsitz in „Sayntal“ in der Nähe von Koblenz.

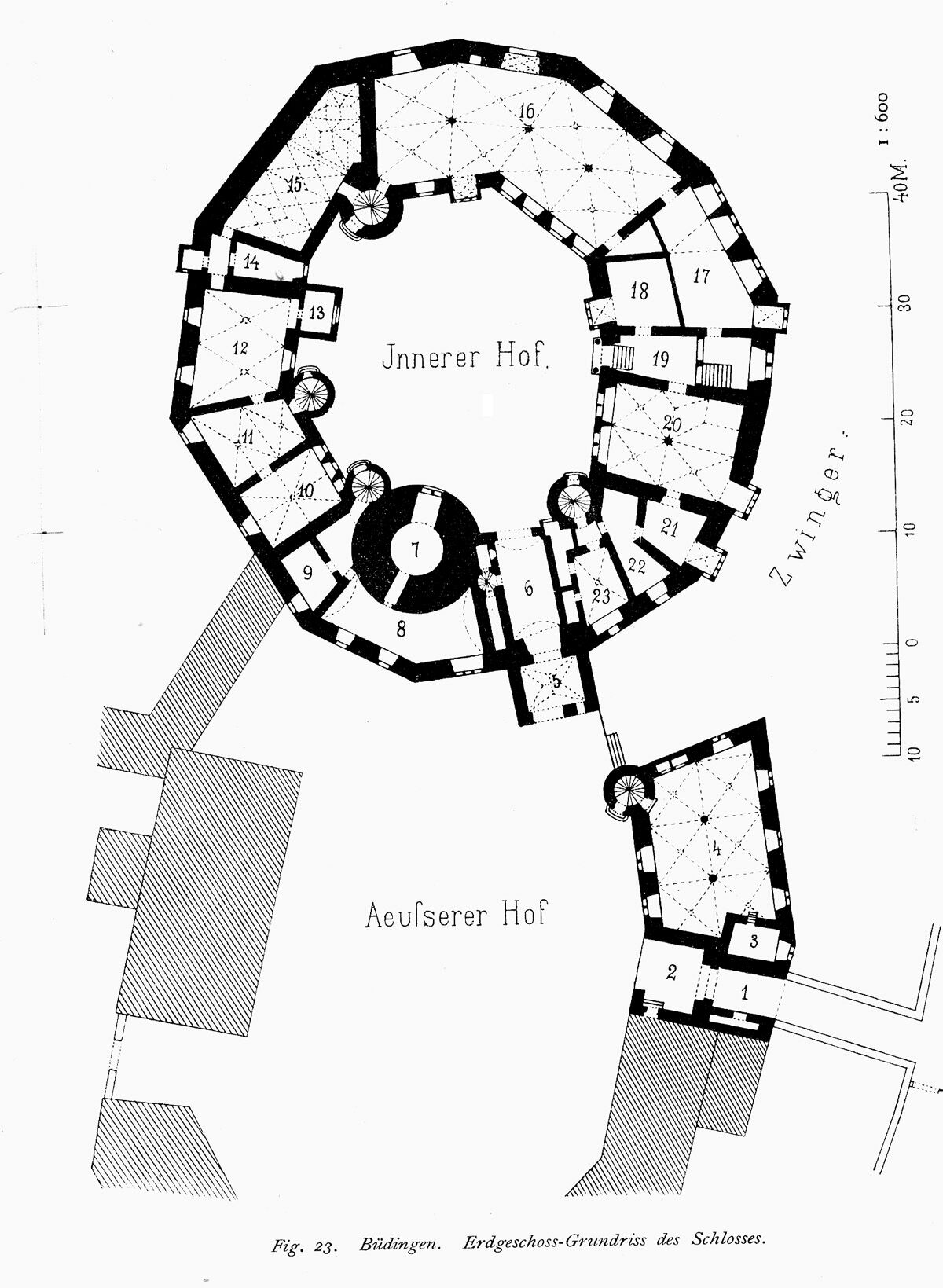
Grundrissskizze des Erdgeschosses 1890

Bereits im 12. Jahrhundert hatten die Ysenburger Besitzungen in der Wetterau, die sie im Laufe der Zeit durch Kauf, Tausch und Erbschaft weiter ausbauen konnten. Es gelang ihnen, alle Rechte über den Büdinger Wald und die benachbarten Gerichte zu erlangen. Mit der Regentschaft der Herren zu Büdingen entwickelte sich ein ausgesprochener Wohlstand der Bürger. Gefördert wurde dies insbesondere durch das am 26. Juli 1330 ausgefertigte kaiserliche Privileg Ludwigs des Bayern an Luther von Ysenburg, in Büdingen jeweils montags einen Wochenmarkt sowie einmal im Jahr einen Jahrmarkt abhalten zu dürfen.
Als Zeichen der Gründung einer neuen Linie schrieben sich diese hier jedoch mit „Y“. Die späteren Grafen bzw. Fürsten zu Ysenburg residieren seit dem 13. Jahrhundert bis heute in der Burg.

## Legenden

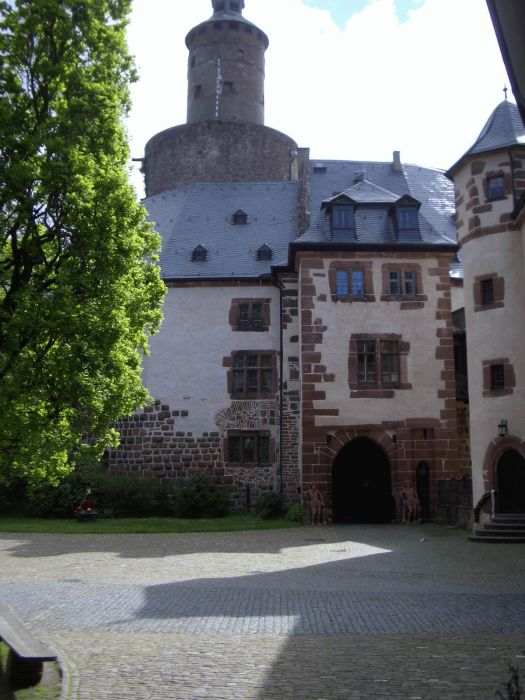
Der äußere Innenhof des Schlosses

Das Schloss wurde den Herren von Büdingen direkt vom Kaiser zum Lehen gegeben. Der Sage nach schenkte Kaiser Barbarossa einem Köhler das Land zum Dank für seine Rettung. Denn es begab sich, dass der Kaiser zur winterlichen Jagd in den Büdinger Wäldern weilte und von seiner Gesellschaft getrennt wurde und sich verirrte. Dort traf er im Wald einen Köhler, den er nach dem Weg fragte. Dieser wagte es jedoch nicht, den hohen Herrn anzureden und malte stattdessen mit zwei seiner rußgeschwärzten Finger den Weg in den Schnee. Aus dieser Geschichte wird auch das Wappen des Büdinger Adelsgeschlechts abgeleitet: Ein silberner (schneeweißer) Schild mit zwei schwarzen Streifen quer geteilt.

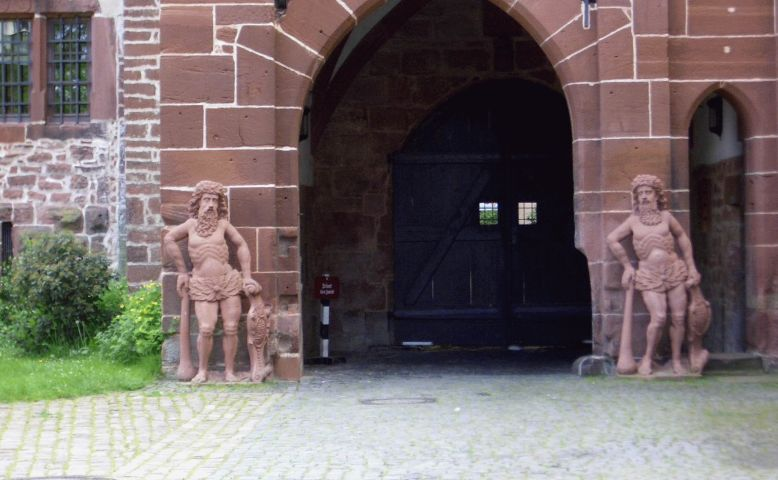
Figuren am Schlosstor

Eine kleine Legende wird zum Tor, das vom äußeren in den inneren Schlosshof führt, erzählt. Links und rechts wird es von zwei steinernen Figuren mit Keulen bewacht. Es wird erzählt, dass diese jede Nacht um Mitternacht die Seiten wechseln. Allerdings könne das Phänomen nur von Menschen beobachtet werden, die noch nie in ihrem Leben gelogen hätten.
In einem Fresko von Erhard Sanßdorffer von 1546 werden Instrumente aus verschiedenen Epochen ausgehend von der Legende des Pythagoras in der Schmiede über den Ursprung der Musiktheorie dargestellt.

## Heutige Nutzung
Das Büdinger Schloss ist Wohnsitz von Wolfgang-Ernst Fürst zu Ysenburg und Büdingen, dem aktuellen Chef des Hauses Ysenburg-Büdingen, und seiner Familie.
Teile des Schlosses werden als Museum und Beherbergungs-/Gastronomiebetrieb genutzt: Die Führungen im Schlossmuseum finden von März bis Mitte Dezember täglich (außer montags) um 14:00 und 17:00 Uhr statt.

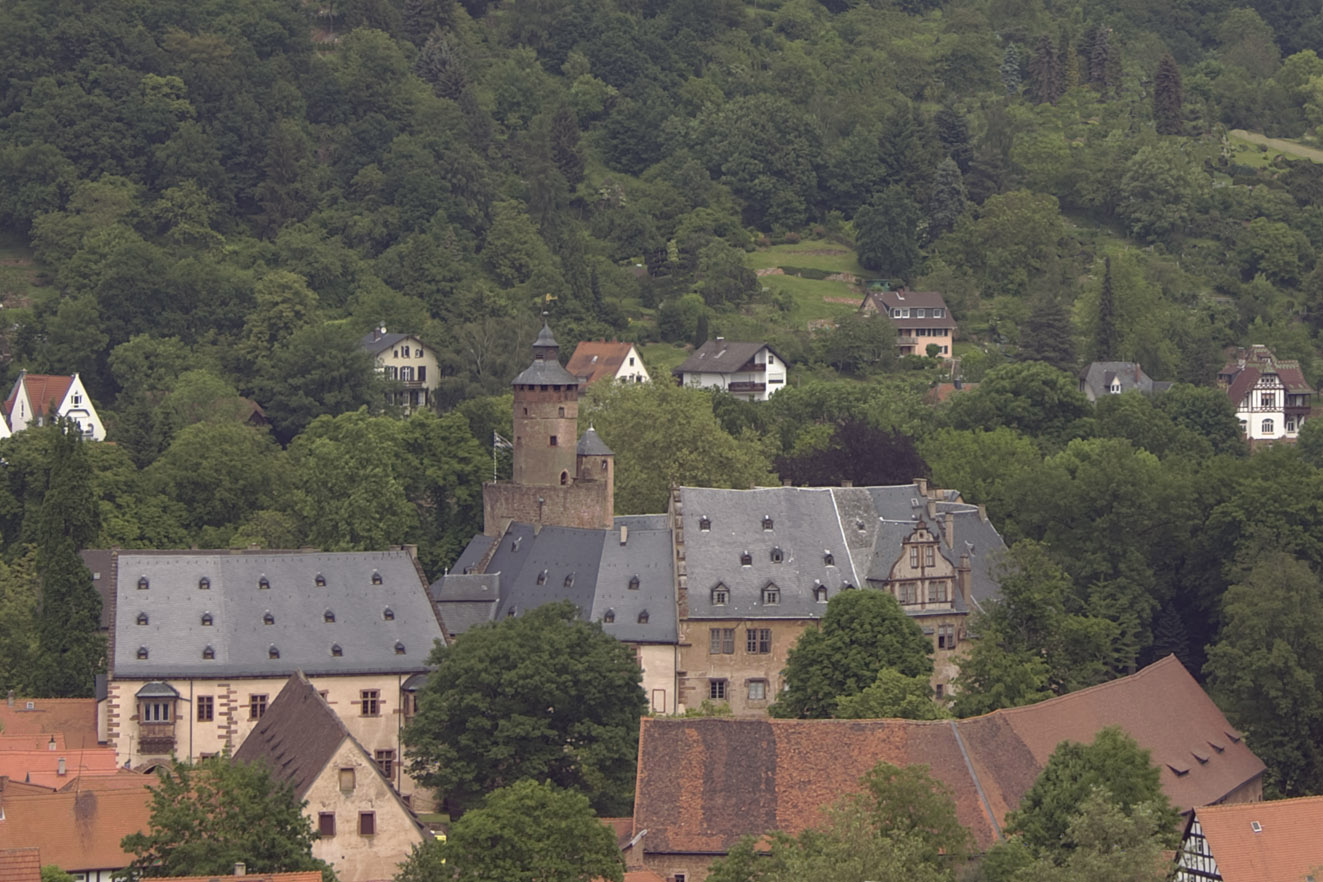
Blick auf das Schloss vom „Wilden Stein“

## Filmkulisse
Auf dem Schloss wurde 2019 der Kinderfilm Max und die wilde 7 gedreht.